# Джоанна Девід
Джоанна Девід (англ. Joanna David, уроджена Джоанн Елізабет Гакінґ англ. Joanna Elizabeth Hacking; нар. 17 січня 1947, Ланкастер, Англія, Велика Британія) — англійська акторка, найбільш відома своїми ролями в телесеріалах «Гордість і упередження» (1995), «Сага про Форсайтів» (2002), «Міс Марпл» (1987), «Давнтонське абатство» (2013).

## Життєпис
Джоанна народилася в місті Ланкастер, графство Ланкашир, у сім'ї Девіди-Елізабети (Несбітт) та Джона Гакінґа. Її батько збанкрутував та покинув свою дружину з трьома дітьми, Джоанні тоді було 10 років. Джоанні довелося допомагати матері, щоб утримувати сім'ю. Джоанна навчалася в Королівській балетній школі та Академії драматичного мистецтва Веббера Дугласа.
1968 року Джоанна Девід деб'ютувала на театральній сцені у виставі «Як важливо бути серйозним». У творчому доробку Джоанни Девід ролі у виставах «Дванадцята ніч, або Як собі хочете», «Дядя Ваня» та «Вишневий сад».
На початку 1970-их років Джоанна розпочала свою кар'єру на телебаченні. Першою помітною роботою для Джоани стала роль Еліс Монро в міні-серіалі «Останній з могікан» 1971 року. Із цього часу Джоанна Девід знялась більш ніж у 70 різних серіалах. Серед проектів, в яких вона брала участь, можна відзначити такі: «Розум і почуття» (1971), «Війна і мир» (1972), «Ребекка» (1979), «Анна Кареніна» (1985), «Перший серед рівних» (1986), «Інспектор Морз» (1992), «Гордість і упередження» (1995), «Міс Марпл» (1987), «Суто англійські вбивства», «Сага про Форсайтів» (2002), «Війна Фойла» (2003), «Холодний будинок» (2005), «Ти зустрінеш таємничого незнайомця» (2010), «Давнтонське абатство» (2013), «Смерть у раю» (2014), «Дякуємо за спогади» (2018).
У доробку Джоанни Девід також є більше 30 записів аудіо-книг.

## Вибрана фільмографія
| Рік       |    | Українська назва                   | Оригінальна назва                  | Роль               |
| --------- | -- | ---------------------------------- | ---------------------------------- | ------------------ |
| 2018      | с  | Дякуємо за спогади                 | Thanks for the Memories            | Дон                |
| 2017      | ф  | Син іншої матері                   | Another Mother's Son               | Мод Віберт         |
| 2016      | с  | Аґата Рейзін                       | Agatha Raisin                      | Леді Деррінґтон    |
| 2014      | с  | Смерть у раю                       | Death in Paradise                  | Джудіт Масґров     |
| 2013      | с  | Давнтонське абатство               | Downton Abbey                      | Герцогиня          |
| 2010      | ф  | Ти зустрінеш таємничого незнайомця | You Will Meet a Tall Dark Stranger | мати Аллена        |
| 2003      | с  | Війна Фойла                        | Foyle's War                        | Венді Павелл       |
| 2002      | с  | Сага про Форсайтів                 | The Forsyte Saga                   | Місіз Ґерон        |
| 1995      | с  | Гордість і упередження             | Pride and Prejudice                | Місіс Ґардінер     |
| 1992      | с  | Інспектор Морз                     | Inspector Morse                    | Сьюзан Фаллон      |
| 1987      | с  | Міс Марпл: О 4:50 з Паддінгтона    | Miss Marple: 4.50 from Paddington  | Емма Крекенторп    |
| 1986      | с  | Перший серед рівних                | First Among Equals                 | Елізабет Керслейк  |
| 1985      | тф | Анна Кареніна                      | Anna Karenina                      | Доллі              |
| 1980      | с  | Леді Кіллер                        | Lady Killers                       | Мері Елеонор Пірсі |
| 1979      | с  | Ребекка                            | Rebecca                            | Місіс Де Вінтер    |
| 1972—1973 | с  | Війна і мир                        | War & Peace                        | Соня               |
| 1971      | с  | Розум і почуття                    | Sense and Sensibility              | Елінор Дешвуд      |
| 1971      | с  | Останній з могікан                 | The Last of the Mohicans           | Еліс Монро         |

## Особисте життя
Джоанна Девід перебуває в шлюбі з англійським актором Едвардом Фоксом. У подружжя є двоє дітей: Емілія Фокс (нар. 1974) та Фредді Фокс (нар. 1989). Діти також є акторами.